# Луций Манлий Вулзон Лонг
Вижте пояснителната страница за други личности с името Луций Манлий Вулзон.
Луций Манлий Вулзон Лонг (на латински: Lucius Manlius Vulso Longus) e политик на Римската република и командир през първата пуническа война.
Като консул през 256 пр.н.е. той и колегата му Марк Атилий Регул ръководят римската флота до победа в битката при нос Екном и се презимяват в Африка. Вулзон оставя Регул там и получава в Рим триумфално шествие.
През 250 пр.н.е. той е отново консул и напада без големи успехи Лилибаеум в Сицилия.